# Horcoma lacteipennis
Horcoma lacteipennis är en insektsart som först beskrevs av Frederick Arthur Godfrey Muir 1917.  Horcoma lacteipennis ingår i släktet Horcoma och familjen sporrstritar. Inga underarter finns listade i Catalogue of Life.